# Nadia Farès
Nadia Farès (* 20. Dezember 1968 in Marrakesch, Marokko) ist eine französische Schauspielerin.

## Leben und Karriere
Nadia Farès ist die Tochter eines marokkanischen Vaters und einer armenischen Mutter. In Frankreich erlangte sie größere Bekanntheit durch die Rolle der Jacquie Decaux in der Fernsehserie L'Exil. Ihr Debüt in einem Kinofilm gab Nadia Farès 1993 in Les Amies de ma femme. Im deutschsprachigen Raum wurde sie in der 1995 entstandenen Komödie Sag ja! (Dis-moi oui) als Freundin Florence von Hauptdarsteller Jean-Hugues Anglade bekannt. Weiterhin spielte sie im Jahr 2000 neben den männlichen Hauptdarstellern Jean Reno und Vincent Cassel die weibliche Hauptrolle in dem international erfolgreichen Thriller Die purpurnen Flüsse.
Nadia Farès ist seit Juli 2002 mit dem Filmproduzenten Steve Chasman verheiratet. Sie ist Mutter zweier 2002 und 2005 geborener Mädchen.

## Filmografie (Auswahl)

### Filme
- 1993: Les amies de ma femme
- 1994: Elles n’oublient jamais
- 1994: Cops (Poliziotti)
- 1995: Sag ja! (Dis-moi oui)
- 1996: Männer und Frauen – Eine Gebrauchsanweisung (Hommes, femmes, mode d’emploi)
- 1997: Les démons de Jésus
- 2000: Die purpurnen Flüsse (Les rivières pourpres)
- 2002: Apporte-moi ton amour
- 2002: Das tödliche Wespennest (Nid de guêpes)
- 2004: Pour le plaisir
- 2005: L’Empire du tigre
- 2007: Storm Warning
- 2007: War
- 2015: Best Man Wins (Kurzfilm)
- 2017: Everyone’s Life (Chacun sa vie)
- 2019: Lucky Day
- 2020: Tony Rodriguez. Aller en prison, c’est son rêve…

### Fernsehserien
- 1990: Kommissar Navarro (Navarro)
- 1991: L’Exil
- 1992: Auf eigene Faust (Counterstrike)
- 1995: Quatre pour un loyer
- 2009: Milch und Honig (Revivre)
- 2016–2018: Marseille
- 2017: SuperHigh (Episodenrolle)
- 2019: Les Ombres Rouges
- 2021: Luther (6 Folgen)